# Епархия Брешии
Епархия Брешии (лат.:Dioecesis Brixiensis) — епархия провинции Брешиа и отчасти Бергамо, подчиняющаяся архиепархии Милана, и расположенная в церковной области Ломбардия. В 2020 году в ней было 970 000 крещеных из 1 205 102 жителей. Возглавляет епархия епископ Пьерантонио Тремолада.
В разные годы во главе епархии находились
- святой Анатолий Миланский (начало III века)
- святой Клатей (вторая половина III века и начало IV века)
- святой Виатор Бергамский (начало IV века)
- святой Флавий Латынянин (IV век)
- святой Аполлоний (IV век)
- святой Урсицин[итал.] (упоминается в 342/344 годах)
- святой Фаустин (вторая половина IV века)
- святой Филастрий (около 379 — 17 июля 387 года)
- святой Гауденций (397—406)
- святой Павел (начало V века)
- святой Феофил (первая половина V века)
- святой Сильвин (первая половина V века)
- святой Гаудиозий (первая половина V века)
- святой Оттациан (упоминается в 451 году)
- святой Вигилий (вторая половина V века)
- святой Тициан (конец V века)
- святой Павел (начало VI века)
- святой Киприан (первая половина VI века)
- святой Эрколан (VI век)
- святой Гонорий (вторая половина VI века)
- святой Рустициан (конец VI века)
- святой Доминатор (конец VI века)
- святой Павел (начало VII века)
- святой Патерий (начало VII века)
- святой Анастасий (VII век)
- святой Доменик (около 655 — около 671)
- святой Феликс (конец VII века)
- святой Деусдедит (679—680)

и другие.